# Абехонес (муниципалитет)
Абехонес (исп. Abejones) — муниципалитет в Мексике, штат Оахака, округ Истлан-де-Хуарес, с административным центром в одноимённом городе. Численность населения, по данным переписи 2010 года, составила 1084 человека.

## Общие сведения
Название Abejones с испанского языка можно перевести, как: место шмелей, но, в свою очередь, является только переводом Berúc-ni с языка сапотек.
Площадь муниципалитета равна 122,5 км², что составляет 0,1 % от территории штата. Он граничит с другими муниципалитетами Оахаки: на севере с Сан-Хуан-Киотепеком, на востоке с Сан-Пабло-Макуильтиангуисом и Сан-Хуан-Атепеком, на юге с Санта-Ана-Ярени, и на юго-западе с Сан-Мигель-Алоапамом, на западе с Сан-Хуан-Баутиста-Ататлаукой.

## Учреждение и состав
Точной даты образования муниципалитета нет, но хронология избрания мэров начинается в 1952 году. В его состав входят 2 населённых пункта:
| Населённый пункт                                                               | Численность населения (2005 год) | Численность населения (2010 год) |
| Всего                                                                          | 1144                             | 1084                             |
| ------------------------------------------------------------------------------ | -------------------------------- | -------------------------------- |
| Абехонес (Административный центр)                                              | 1046                             | 1009                             |
| Колония-Линда-Виста (Тьерра-Бланка) (исп. Colonia Linda Vista (Tierra Blanca)) | 98                               | 75                               |

## Экономическая деятельность
Работоспособное население занято по секторам экономики в следующих пропорциях: сельское хозяйство и скотоводство — 56 %, обрабатывающая и производственная промышленность — 23 %, сфера услуг и туризма — 18 %.

## Инфраструктура
По статистическим данным 2005 года, инфраструктура развита следующим образом:
- электрификация: 80%;
- водоснабжение: 70%;
- водоотведение: 20%.

## Культурные и туристические достопримечательности
Основными достопримечательностями являются народные гулянья, устраиваемые 8 мая и 29 сентября.